# FB hadművelet
Az FB hadművelet egy szövetséges akció volt a második világháborúban, 1942 őszén, amikor kereskedelmi hajók hadihajók kísérete nélkül indultak útnak a sarki vizeken, Izland és Murmanszk között. A védett konvojok leállítását a Földközi-tenger térségében zajló Torch hadművelet tette szükségessé, mert az észak-afrikai partraszállás elszívta a hadihajókat. A teljes hajózást azonban a szövetségesek nem akarták leállítani, ezért számos magányos hajót indítottak útnak, amelyek csak felfegyverzett halászhajókra számíthattak baj esetén. Az északi konvojok csak 1942 december végén kezdődtek újra. Kódnevük PQ-ról és QP-ről JW-re és RA-ra változott. A PQ konvojok közül az utolsó a 18-as, a QP-k közül a 15-ös volt.

## Részt vevő hajók
| A hajó neve          | Nemzetisége        | Vízkiszorítása (brt) | Sorsa                          |
| -------------------- | ------------------ | -------------------- | ------------------------------ |
| Aldan                | Szovjetunió        | 2161                 | Megérkezett                    |
| André Marty          | Szovjetunió        | 2352                 | Megérkezett                    |
| Azerbajdzsán         | Szovjetunió        | 6114                 | Megérkezett                    |
| Briarwood            | Egyesült Királyság | 4019                 | Visszafordult                  |
| Bureja               | Szovjetunió        | 2723                 | Megérkezett                    |
| Csernisevszkij       | Szovjetunió        | 3588                 | Megérkezett                    |
| Chulmleigh           | Egyesült Királyság | 5445                 | Elsüllyesztette az U–625       |
| Daldorch             | Egyesült Királyság | 5571                 | Visszafordult                  |
| Gyekabriszt          | Szovjetunió        | 7363                 | Elsüllyesztette egy repülő     |
| Donbassz             | Szovjetunió        | 7925                 | Elsüllyesztette a Z 27 romboló |
| Dvina                | Szovjetunió        | 1773                 | Megérkezett                    |
| Empire Galliard      | Egyesült Királyság | 7200                 | Megérkezett                    |
| Empire Gilbert       | Egyesült Királyság | 6640                 | Elsüllyesztette az U–586       |
| Empire Scott         | Egyesült Királyság | 6150                 | Megérkezett                    |
| Empire Sky           | Egyesült Királyság | 7455                 | Elsüllyesztette az U–625       |
| Hugh Williamson      | Egyesült Államok   | 7177                 | Megérkezett                    |
| John H. B. Latrobe   | Egyesült Államok   | 7191                 | Visszafordult                  |
| John Walker          | Egyesült Államok   | 7191                 | Megérkezett                    |
| Kara                 | Szovjetunió        | 2325                 | Megérkezett                    |
| Komszomolec Arktyiki | Szovjetunió        | 3450                 | Megérkezett                    |
| Krasznij Partyizan   | Szovjetunió        | 2418                 | Elsüllyesztette az U–255       |
| Kuzbassz             | Szovjetunió        | 3109                 | Megérkezett                    |
| Leonyid Kraszin      | Szovjetunió        | 1840                 | Megérkezett                    |
| Moszszovet           | Szovjetunió        | 2981                 | Megérkezett                    |
| Meta                 | Szovjetunió        | 1984                 | Megérkezett                    |
| Ob                   | Szovjetunió        | 2198                 | Megérkezett                    |
| Ohta                 | Szovjetunió        | 1357                 | Megérkezett                    |
| Oszmusszaar          | Szovjetunió        | 2229                 | Megérkezett                    |
| Kuzbasz              | Szovjetunió        | 3109                 | Megérkezett                    |
| Sacco                | Szovjetunió        | 2363                 | Megérkezett                    |
| Sekszna              | Szovjetunió        | 2242                 | Megérkezett                    |
| Silka                | Szovjetunió        | 1388                 | Megérkezett                    |
| Szoroka              | Szovjetunió        | 1718                 | Megérkezett                    |
| Ufa                  | Szovjetunió        | 1892                 | Elsüllyesztette az U–255       |
| Urickij              | Szovjetunió        | 2336                 | Megérkezett                    |
| Vanzetti             | Szovjetunió        | 2336                 | Megérkezett                    |
| Vetluga              | Szovjetunió        | 1717                 | Megérkezett                    |
| William Clark        | Egyesült Államok   | 7176                 | Elsüllyesztette az U–354       |
| Jelna-2              | Szovjetunió        | ?                    | Megérkezett                    |